# Terminator 2 : Le Jugement dernier
Pour les articles homonymes, voir Terminator (homonymie).
Série Terminator
Terminator
(1984) Terminator 3 : Le Soulèvement des machines
(2003)
Pour plus de détails, voir Fiche technique et Distribution.
Terminator 2 : Le Jugement dernier (Terminator 2: Judgment Day) est un film de science-fiction américain réalisé par James Cameron et sorti en 1991. Il met en scène Arnold Schwarzenegger, Linda Hamilton, Robert Patrick et Edward Furlong dans les rôles principaux.
Suite de Terminator sorti en 1984, ce film est un succès à la fois critique et commercial, ayant une influence notable dans la culture populaire, en particulier chez les amateurs de films d'action et de science-fiction.
Le film débute au lendemain de l'holocauste nucléaire du 29 août 1997, où les survivants humains entrent en résistance contre la dictature des « machines » (des robots intelligents), ce qui les mène à la victoire en 2029. L'ordinateur qui contrôle les machines, Skynet, avait envoyé un Terminator (un cyborg tueur) en 1984, afin d'éliminer Sarah Connor avant qu'elle n'eût mis au monde son fils, John Connor, appelé dans le futur à devenir le chef de la résistance humaine contre les machines. Ce plan n'ayant pas fonctionné, Skynet envoie de nouveau un tueur cybernétique, cette fois-ci en 1995, quelque temps avant le début de la guerre atomique de 1997, pour cette fois-ci tenter d'éliminer directement John Connor, encore enfant à cette époque. Mais, dans le même temps, la résistance humaine envoie elle aussi à cette époque un individu pour protéger John.
À sa sortie, le film est salué, notamment par les amateurs d'effets spéciaux, car l'utilisation répétée des techniques du morphing et de l'animation 3D étaient à l’époque une véritable révolution (le morphing consiste en la transition fluide d’une forme à une autre et l'animation 3D est communément appelée en français « animation en images de synthèse »). Le film reçut plusieurs récompenses techniques, incluant quatre Oscars pour le maquillage, le mixage sonore, le son et les effets spéciaux.
Après de multiples problèmes en préproduction, notamment dans l'acquisition des droits de l'œuvre, Mario Kassar de Carolco Pictures parvient à obtenir les droits de la franchise au début des années 1990. Cela permet de terminer le scénario mis au point par l'équipe de production de James Cameron. Les coûts de production atteignent 102 millions de dollars, donnant à ce film le budget le plus élevé jamais alloué dans l'industrie cinématographique jusqu'alors.

## Synopsis
Après une scène pré-générique qui montre le monde ravagé de 2029 où les humains combattent les robots Terminator et leurs machines volantes et terrestres, le personnage de Sarah Connor résume en voix off ses mésaventures survenues en 1984 (lors du premier film) et présente l'intrigue concernant ce nouvel épisode.
Après le générique proprement dit, entre en scène un Terminator (un modèle identique à celui envoyé en 1984 dans le premier film) qui arrive entièrement nu à Los Angeles en 1995, à la suite d'un voyage dans le temps. Arrivé à proximité d'un bar d'autoroute fréquenté par des motards, le T-800 parvient, après une violente bagarre, à se procurer des vêtements, une arme et une moto en dépouillant un client ayant sa carrure.
Parallèlement, arrive du futur un autre personnage, un voyageur à l'apparence humaine dont la conduite semble similaire à celle de Kyle Reese lors du premier film. Une voiture de patrouille de la police arrive peu après sur les lieux, le policier qui la conduit ayant été attiré par les éclairs émis lors du voyage dans le temps du voyageur. Ce dernier, après avoir neutralisé le policier, accède grâce à l'ordinateur de bord du véhicule à l'adresse de John Connor. Celui-ci vit en 1995 dans la banlieue de Los Angeles, sous la tutelle d'une famille d'accueil composée de Todd et Jannelle Voigt. Jeune garçon n'ayant pas connu son père (Kyle Reese), John est critique envers sa mère Sarah, internée de force à l'hôpital psychiatrique de Pescadero pour avoir tenté de faire sauter une usine d'ordinateurs. Très autonome et en rébellion face à ses tuteurs légaux, John vit de petits larcins, piratant avec un appareil électronique des distributeurs automatiques de billets pour se faire de l'argent de poche.
Le voyageur, ayant revêtu les habits du policier qu'il a neutralisé, se rend en voiture au domicile de la famille d'accueil de John et leur demande où il se trouve. Mais il apprend que celui-ci est sorti et qu'une autre personne (le T-800) le recherche de son côté. Par la suite, le voyageur parvient à repérer John dans une salle d'arcade d'un centre commercial. Alors qu'il parvient à le rattraper, le voyageur change subitement d'attitude et dégaine une arme pour l'abattre. Il est cependant stoppé net par l'arrivée in extremis du T-800 qui, étonnamment, protège John et attaque le voyageur. Celui-ci se révèle alors être un robot Terminator d'un modèle différent du T-800, un T-1000. John, ne connaissant aucun des deux protagonistes, s'enfuit à motocyclette durant leur affrontement.

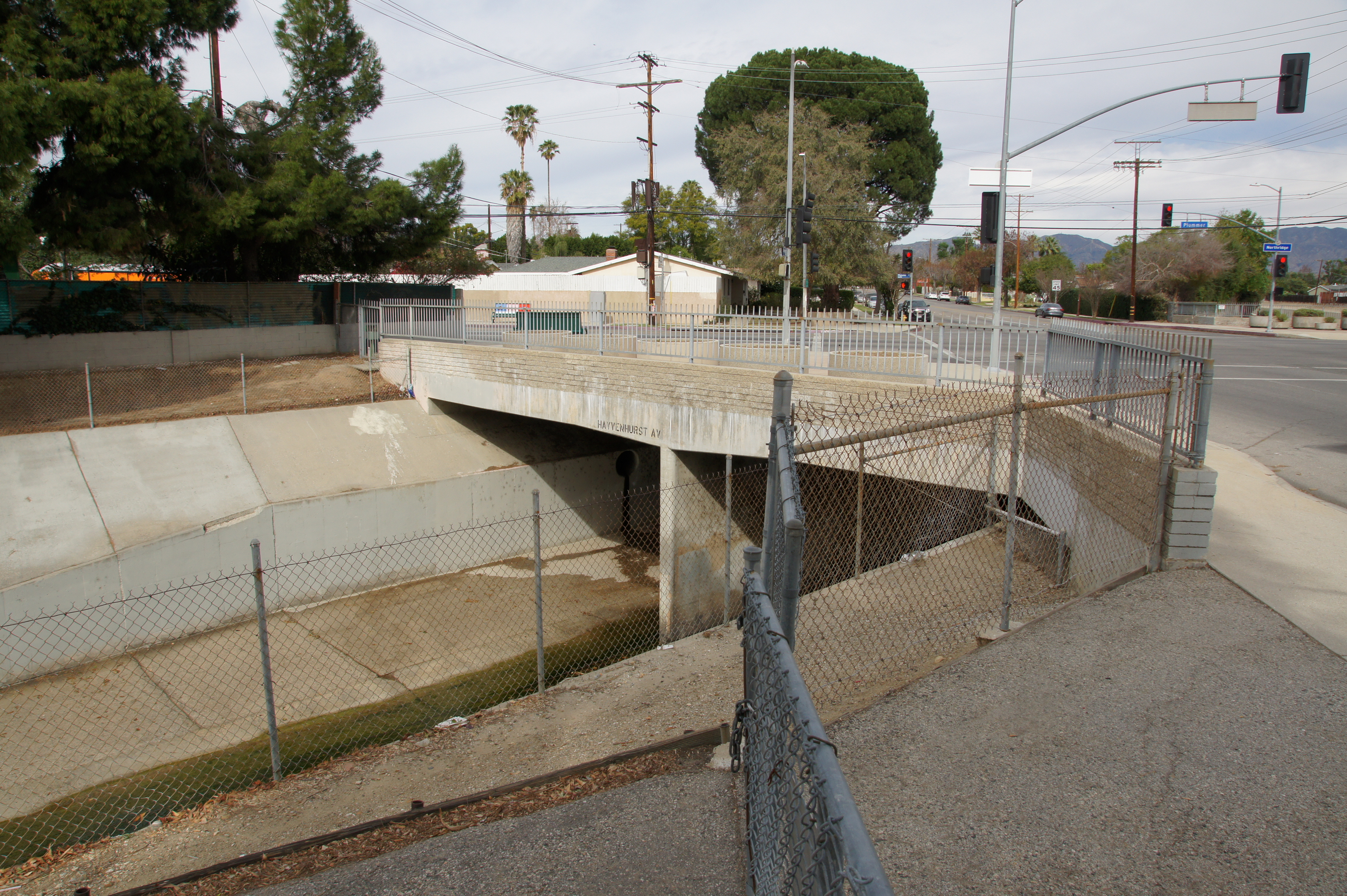
Pont de l'intersection de la rue Plummer et de l'avenue Hayvenhurst dans la vallée de San Fernando, utilisé lors de la scène de la course-poursuite avec John Connor où le camion du T-1000 tombe dans le canal de contrôle des inondations, situé en contrebas.

Après s'être débarrassé du T-800, le T-1000 reprend en chasse John, poursuivant sa motocyclette au volant d'un tracteur de semi-remorque et tentant de l'écraser. Ils sont rejoint peu après par le T-800, au guidon de sa moto Harley-Davidson. Après une course-poursuite entre les trois véhicules, le T-800 parvient à rattraper John et le sauve à nouveau de justesse de l'assaut du T-1000, ce dernier voyant son camion exploser contre le pilier d'un pont qui barrait le passage.
Emmené en sûreté non loin, John, interloqué, se rend compte que ce Terminator (le reconnaissant comme tel) ne veut pas le tuer. Le T-800 lui explique que c'est lui-même, le John Connor de 2029 qui l'a envoyé ici en 1995, le reprogrammant dans le but de protéger le John Connor de 1995 contre le T-1000, un Terminator plus sophistiqué, envoyé par Skynet. Il lui précise aussi que le T-1000 est constitué d'un « poly-alliage mimétique » (un « métal liquide ») qui lui permet d'imiter toutes formes d’armes blanches, notamment les couteaux. À la question de John, qui lui demande pourquoi il ne s'est pas transformé en bombe pour le tuer, le T-800 lui explique que le T-1000 ne peut pas imiter des armes à feu ou les explosifs, leurs mécanismes étant trop complexes. John appelle ensuite au téléphone sa famille d'accueil, afin de les prévenir du danger qu'ils courent mais, durant l'appel, il est alerté par le ton étrange de Janelle, anormalement gentille. Après l'intervention du T-800 (qui change sa voix pour celle de John), le Terminator lui certifie que ses « parents adoptifs sont morts », tués par le T-1000 qui tend un piège à John pour l'attirer chez lui. John ordonne alors au T-800 de l'aider à délivrer sa mère de l'hôpital psychiatrique où elle est internée. Mais le T-800 désapprouve cette initiative, le T-1000 ayant pu anticiper le parcours de John et lui tendre un nouveau piège ; il finit cependant par obéir. En chemin, John lui fait jurer de ne plus tuer personne.
De son côté, Sarah Connor, internée en chambre fermée à Pescadero, tente depuis six mois de voir son fils, mais le docteur Silberman (le psychologue du premier film qui dirige l'établissement) juge son comportement trop dangereux. Il considère aussi qu'elle s'éloigne de plus en plus de la réalité, Sarah n'ayant pas réagi lorsque deux policiers sont venus l'interroger sur le T-800 nouvellement revenu. Mais son attitude est un leurre : profitant d'une erreur d'un des surveillants de l’hôpital, Sarah parvient à sortir de sa chambre. Se saisissant de Silberman, elle l'utilise comme otage pour s'enfuir, le service de sécurité de l’hôpital la prenant ensuite en chasse. Arrivée à un ascenseur, Sarah se retrouve alors nez à nez avec le T-800 qui en sort à sa grande surprise. Prise de panique, elle s'enfuit en hurlant mais John la rattrape et la rassure sur les intentions du cyborg. Ce dernier, après avoir neutralisé (sans les tuer) les gardes de l’hôpital qui avaient attrapé Sarah, lui tend la main pour la relever en disant : « Viens avec moi si tu veux vivre », la phrase que Kyle Reese lui avait déclaré en 1984 dans la boîte de nuit Tech noir, lors de l'affrontement avec le tout premier Terminator. Sur ces entrefaites, le T-1000 surgit en face d'eux dans le couloir, traversant une porte de sécurité sous sa forme de métal liquide sous le regard effaré de Silberman, témoin de la scène. Les trois fugitifs s'enfuient par l’ascenseur, poursuivis par le T-1000 qui tente d'y pénétrer. Lui tirant dessus avec leurs armes pour le ralentir, les fugitifs arrivent finalement à s’enfuir en voiture, malgré le T-1000 qui manque de peu de tuer John.

Se réfugiant durant la nuit dans une station-service désaffectée, le trio repart le lendemain pour le Mexique voir un ami de Sarah, Enrique, qui pourra les réapprovisionner en armement. En chemin, Sarah questionne le T-800 sur les causes de la guerre de 1997 et sur l'entreprise Cyberdyne Systems, l'inventeur de la puce électronique qui équipe tous les robots Terminator et les ordinateurs du futur réseau de défense Skynet. Elle apprend alors que c'est Skynet qui, devenu autonome, déclenchera de lui-même en 1997 la guerre atomique contre la Russie car, comme le lui certifie le T-800 : « Skynet sait que la contre-attaque russe détruira tous ses ennemis dans ce pays [aux États-Unis] ». Sarah apprend également que la personne directement responsable du projet chez Cyberdyne Systems est un certain Miles Bennett Dyson.
Arrivés au Mexique, les fuyards s'équipent en armes et en munitions et font le point sur la situation. Sarah s'endort alors, et rêve du Jugement dernier. Faisant un cauchemar apocalyptique (explosion nucléaire à Los Angeles), elle se réveille en sursaut, terrifiée. Regardant avec intensité une inscription qu'elle avait gravée sur la table en bois sur laquelle elle s'était assoupie, qui dit : « NO FATE » (« PAS DE DESTIN »), elle se lève et, déterminée, part au volant de sa voiture, Enrique indiquant aux deux autres qu'ils la retrouveront plus tard à la frontière comme prévu. Regardant l'inscription sur la table, John et le T-800 comprennent rapidement qu'elle est partie à la recherche de Dyson pour l'éliminer, Sarah le croyant responsable du déclenchement de la guerre. Ils partent alors à sa poursuite afin de l'empêcher de tuer un innocent. Ils la retrouvent chez Dyson où Sarah, en pleurs, est devant l'homme qu'elle a tenté d'abattre, l'ayant blessé à l'épaule mais ne pouvant aller jusqu'au bout de son acte. John parvient à la calmer, lui promettant de trouver une solution. Le Terminator explique ensuite à Dyson ce pour quoi ils sont ici. En retour, Dyson les informe sur Cyberdyne et leur indique que tout son travail est basé sur les restes broyés du Terminator retrouvés en 1984 dans l'usine Cyberdyne, notamment une « micro plaquette » (le processeur du précédent T-800) et un bras métallique. Comprenant qu'il faut à tout prix détruire ces objets pour éviter la guerre, Dyson accepte d'emmener le groupe chez Cyberdyne, mais aussi de détruire tous les fichiers et les archives sur le projet qu’il conservait chez lui.

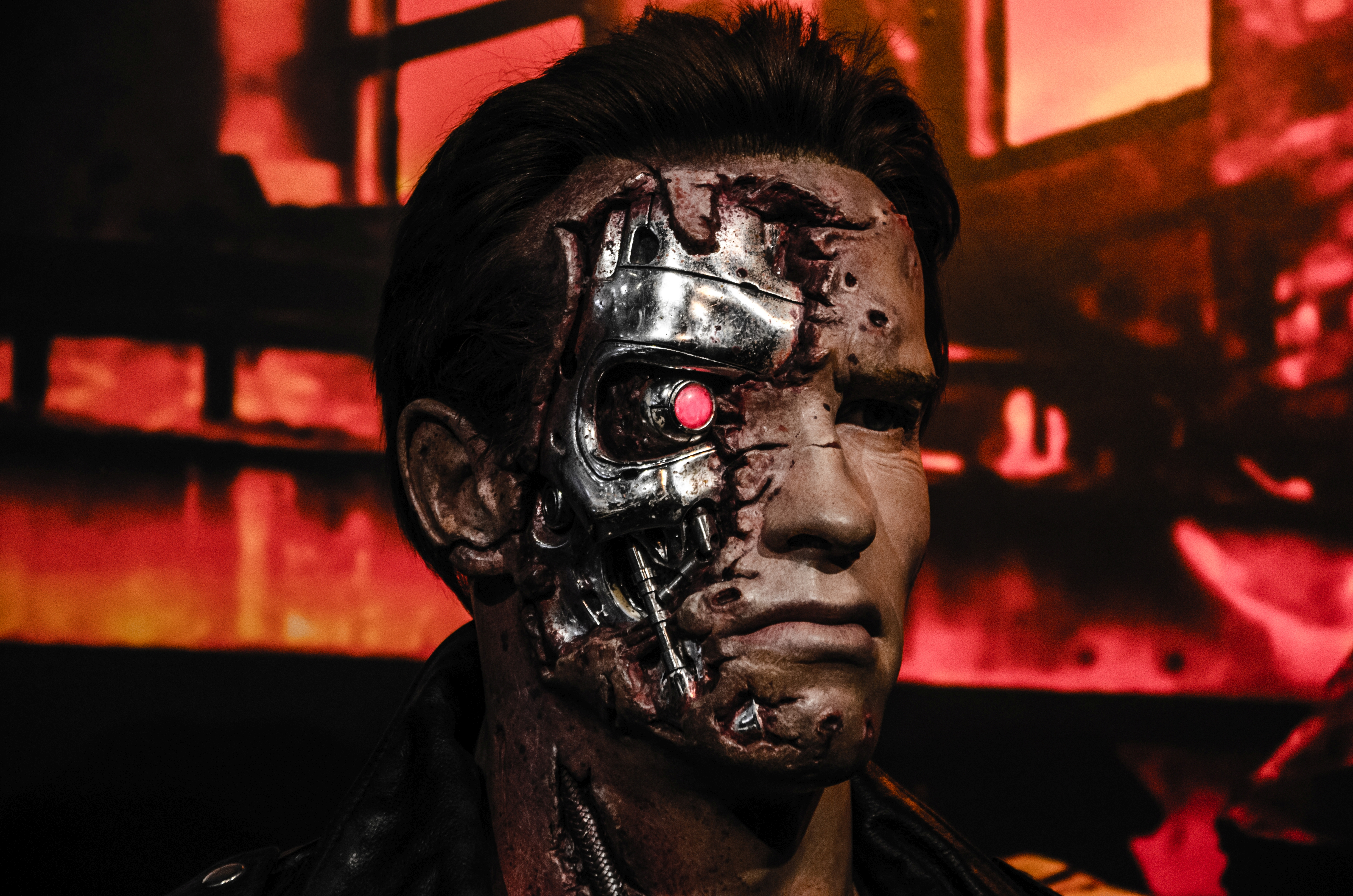
Tête de cire du T-800 au musée Madame Tussauds de Londres.

Usant d'un stratagème pour entrer chez Cyberdyne de nuit, le groupe neutralise le veilleur de nuit et s'introduit dans le laboratoire. Mais ils ne remarquent pas un second gardien de sécurité qui libère son collègue et donne l'alerte, l'homme ayant reconnu le T-800 qui a attaqué le commissariat en 1984 et Sarah Connor, l'évadée de hôpital psychiatrique. Très vite, le bâtiment se retrouve encerclé par une dizaine de voitures de police, et par une unité du SWAT de Los Angeles qui arrive en renfort. Ayant récupéré la micro-puce et le bras robotisé du Terminator de 1984, le groupe place des explosifs radiocommandés dans le laboratoire et se prépare à s'enfuir. Mais les évènements tournent mal : Dyson se fait tuer par l'équipe du SWAT qui a pris d'assaut le bâtiment ; avant de mourir, il parvient à déclencher les charges explosives qui détruisent le laboratoire. Les trois autres parviennent à s'échapper, le T-800 semant le chaos grâce à un minigun GE Mini-134, un lance-grenades M79 et un lance-grenades fumigène Hawk MM1 (en), tout en ne faisant aucune perte humaine, bien qu'une partie de son visage soit endommagée durant le processus, à cause des tirs adverses. Ils s'emparent peu après du fourgon du SWAT et se sauvent sur l’autoroute, le T-1000 les poursuivant à bord d'un hélicoptère de la police volé.
Après une course-poursuite émaillée d'échanges de coups de feu (au cours desquels Sarah est blessée par un tir), les fuyards parviennent à détruire l'hélicoptère du T-1000, mais celui-ci en change pour un camion citerne transportant de l'azote liquide. En difficulté, et ayant dû changer eux aussi leur véhicule accidenté pour une camionnette poussive, le groupe mené par le T-800 se dirige vers une fonderie qui se trouve non loin. Le T-800 parvient ensuite à faire renverser le camion-citerne du T-1000 devant l’entrée de la fonderie, le T-1000 se retrouvant aspergé d'azote liquide ce qui le congèle quasi instantanément. Le T-800 en profite et lui tire dessus, pulvérisant son corps congelé en des centaines de fragments métalliques. Mais, les « éclats » du T-1000 réagissent à la chaleur d'une cuve de métal en fusion toute proche, fondent et se rassemblent bientôt en une flaque de métal liquide, qui commence à reconstituer le T-1000.

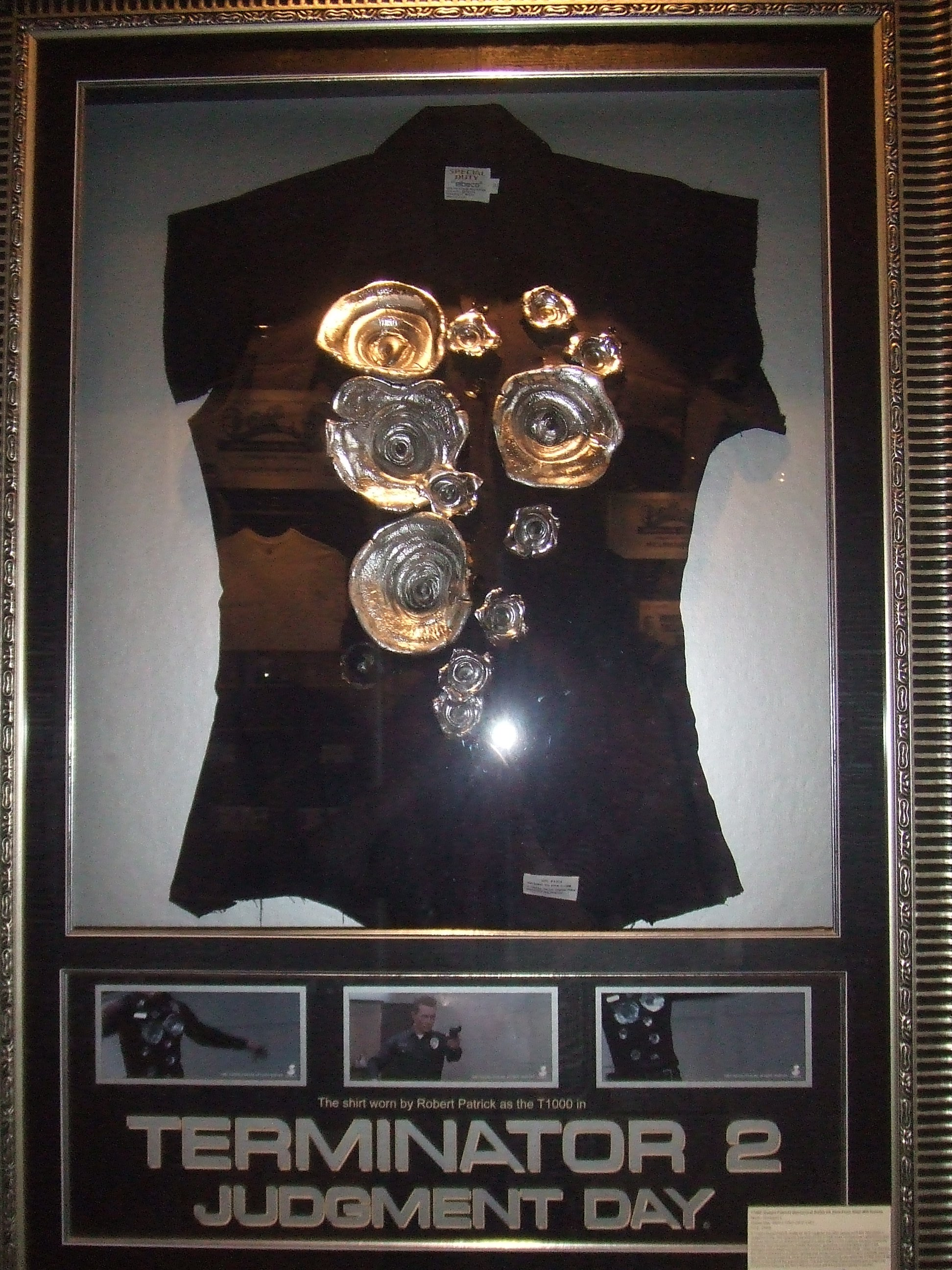
Costume porté par Robert Patrick, révélant les trucages utilisés pour figurer les impacts de balles reçues par le T-1000 sur son enveloppe en métal liquide.

Profitant de ce répit, les trois rescapés s'enfuient à travers la fonderie. Après une première intervention du T-800 qui se bat avec le T-1000, ce dernier neutralise son adversaire puis tend un piège à John en prenant l'apparence de Sarah. Attirant John sur une plate-forme proche d'une cuve de métal en fusion, le garçon est sauvé par l'arrivée de Sarah qui tire sur le T-1000 au fusil à pompe, mais qui échoue de peu à le projeter dans la cuve avec ses tirs. Cependant, grâce à l'intervention surprise du T-800 qui est parvenu à se réactiver, le T-1000 est projeté dans la cuve quand le cyborg lui tire dessus au lance-grenades. Le T-1000 est alors détruit. Par la suite, John y jette le bras et la microplaquette trouvés chez Cyberdyne. Pourtant, tout n'est pas terminé car, comme le leur dit le T-800, « Il reste une micro-plaquette de plus », la sienne. Celui-ci se sacrifie donc en se faisant descendre dans la cuve par Sarah, au grand désespoir de John qui ne veut pas le voir disparaître. Le Terminator, accroché à la chaîne qui le descend dans la cuve, regarde ses camarades tandis qu'il est progressivement dissous par le métal en fusion, finissant son existence en brandissant son poing, pouce levé, dans un geste héroïque.
Le film se termine peu après avec la vision d'une route qui défile dans la nuit devant les yeux des spectateurs, avec en fond sonore la voix de Sarah disant que, enfin, elle peut entrevoir un avenir possible car, dit-elle, « Si une machine, le Terminator, peut comprendre la valeur de la vie humaine, peut-être le pouvons-nous aussi… ».

## Fiche technique
- Titre original : Terminator 2: Judgment Day
- Titre en français : Terminator 2 : Le Jugement dernier
- Réalisation : James Cameron
- Scénario : James Cameron et William Wisher Jr.
- Musique : Brad Fiedel
- Directeur artistique : Joseph P. Lucky
- Décors : Joseph Nemec III et John M. Dwyer
- Costumes : Marlene Stewart
- Maquillages : Stan Winston et Jeff Dawn
- Photographie : Adam Greenberg
- Effets spéciaux : Stan Winston et Joe Viskocil
- Animation et effets visuels : Dennis Muren
- Montage : Conrad Buff, Mark Goldblatt et Richard A. Harris
- Production : James Cameron

Producteurs délégués : Gale Anne Hurd et Mario Kassar
Coproducteurs : Stephanie Austin et B.J. Rack
- Sociétés de production : Carolco Pictures, Studiocanal, Lightstorm Entertainment et Pacific Western
- Sociétés de distribution : TriStar (États-Unis) Columbia TriStar Films / Studiocanal (France)
- Pays de production :  États-Unis
- Langues originales : anglais et espagnol
- Genres : science-fiction et action
- Format : couleurs (Technicolor) - 35 mm - 2,35:1 (Cinémascope) - Son Dolby SR
- Budget : 102 million de dollars[3]
- Durées : 137 minutes, 153 minutes (special edition, 1993), 156 minutes (extended ou Skynet edition[4], 2009)
- Dates de sortie :
  - États-Unis et Canada : 3 juillet 1991
  - France et Suisse : 16 octobre 1991
  - Belgique : 23 octobre 1991
  - France et Belgique : 14 septembre 2017 (ressortie en 3D)
- Classification[5],[6] :
  - États-Unis : R (For strong sci-fi action and violence, and for language)
  - France : interdit aux moins de 12 ans lors de sa sortie en salles en 1991, tous publics avec avertissement depuis 2017

## Distribution
- Arnold Schwarzenegger (VF : Daniel Beretta) : le Terminator T-800 (modèle 101)
- Edward Furlong (VF : Emmanuel Garijo) : John Connor
- Linda Hamilton (VF : Véronique Augereau) : Sarah Connor
- Robert Patrick (VF : Éric Missoffe) : le Terminator T-1000
- Joe Morton (VF : Patrick Guillemin) : l'ingénieur Miles Bennett Dyson, directeur de programme chez Cyberdine
- Earl Boen (VF : Jean-Pierre Delage) : le docteur Peter Silberman
- S. Epatha Merkerson (VF : Martine Meirhaeghe) : Tarissa Dyson, l'épouse de Miles Dyson
- Jenette Goldstein (VF : Régine Teyssot) : Janelle Voight, la mère adoptive de John Connor
- Xander Berkeley (VF : Philippe Peythieu) : Todd Voight, le père adoptif de John Connor
- Ken Gibbel (VF : Richard Darbois) : Douglas
- Cástulo Guerra : Enrique Salceda, l'ami de Sarah Connor au Mexique.
- Danny Cooksey : Tim, le copain de John Connor
- Leslie Hamilton Gearren (sœur jumelle de Linda Hamilton) (VF : Véronique Augereau) : Sarah Connor, imitée par le T-1000 / le reflet de Sarah Connor dans un faux miroir (version longue)
- Robert Winley : le biker au cigare dans le bar
- Peter Schrum : Lloyd
- Michael Edwards : John Connor adulte, en 2029
- Dean Norris : le capitaine du SWAT
- Dalton Abbott : John Connor bébé, au cours du rêve
- Don Stanton (VF : Gilbert Lévy) : Lewis, un des gardiens de Pescadero
- Dan Stanton (frère jumeau de Don Stanton) : Lewis, imité par le T-1000
- DeVaughn Nixon : Danny Dyson, le fils des Dyson
- William Wisher : un touriste (caméo)
- Michael Biehn : Kyle Reese (scène coupée)

Sources et légende : version française (VF) sur AlloDoublage

## Production

### Développement
Après le succès commercial surprise de Terminator, Arnold Schwarzenegger est intéressé par une suite : « J'ai toujours pensé que nous devions continuer l'histoire... J'ai dit ça à James [Cameron] juste après avoir terminé le premier film. » James Cameron déclare alors que l'acteur est bien plus enthousiaste que lui pour faire cette suite car il pense avoir déjà tout dit dans le premier film,,.
Le projet de suite à Terminator ne progresse pas jusqu'à 1989, notamment car James Cameron a été très occupé par Aliens, le retour (1986) et Abyss (1989). La suite est par ailleurs compliquée à développer car Arnold Schwarzenegger refuse de travailler à nouveau avec la société détenant les droits du premier film, Hemdale Film Corporation (en),,. L'acteur n'a pas aimé les tentatives de son cofondateur, le producteur John Daly pour modifier la fin de Terminator contre l'avis de James Cameron. Une suite ne peut être produite sans l'aval de Hemdale car James Cameron a cédé 50 % de ses droits à la compagnie pour faire le premier film et 50 % à sa productrice/coscénariste et ex-femme Gale Anne Hurd pour 1 dollar symbolique après leur divorce en 1989,,,. En 1990, James Cameron, Arnold Schwarzenegger, Gale Anne Hurd et Stan Winston poursuivent en justice le studio pour des bénéfices impayés du premier film. James Cameron et Arnold Schwarzenegger savent que Hemdale sera obligée de vendre les droits de Terminator. Après avoir collaboré avec Carolco Pictures pour Total Recall (1990), Arnold Schwarzenegger parvient à convaincre Mario Kassar d'acquérir les droits,,. Mario Kassar avouera que cela a été le contrat le plus difficile à conclure pour Carolco,,.
Après cela, Mario Kassar rencontre James Cameron et lui explique que le film se fera avec ou sans lui car il a besoin d'un retour sur investissement. Il lui propose 6 millions de dollars pour écrire et réaliser le film. Carolco s'associe à d'autres sociétés comme Le Studio Canal+, la société de James Cameron Lightstorm Entertainment et celle de Gale Anne Hurd, Pacific Western Productions (en),,. Alors que le premier film bénéficiait d'un tout petit budget, celui de Terminator 2 est alors estimé à 60 millions, même si Mario Kassar sait par expérience que ce chiffre va être dépassé comme sur les précédentes réalisations de James Cameron,. Les coûts de production pour ce film atteignent 102 millions de dollars, lui donnant le budget le plus élevé jamais alloué dans l'industrie cinématographique jusqu'alors. Pour l'époque, ce budget correspond à environ trois fois le budget moyen d'un film. Il a été pratiquement remboursé avant la sortie du film par les préventes, par la vente des droits de distribution dans le monde ou encore par les droits télévisuels,.
Alors que le budget a été fixé, la date de sortie est également bloquée. James Cameron n'a alors que six à sept semaines pour écrire le scénario. Il approche alors, en mars 1990, William Wisher Jr. qui l'avait épaulé sur Terminator,,. Ils passent plusieurs semaines à développer une ébauche basée sur un concept imaginé par James Cameron : la relation entre John Connor et le T-800. William Wisher pensait initialement que cela était une blague,. Ils imaginent alors une intrigue sur cette famille non-conventionnelle composée de John, Sarah et du T-800. James Cameron décrit cette relation comme « le cœur du film », comparant cela à l'Homme de fer-blanc donnant son cœur dans Le Magicien d'Oz (1939).
L'idée initiale de James Cameron est que la résistance humaine et Skynet envoient chacun un T-800, tous deux joués par Arnold Schwarzenegger, l'un pour tuer John l'autre pour le protéger. William Wisher Jr. pense que cela ne sera pas très excitant,. Ils décident alors d'utiliser une idée que James Cameron avait eu pour Terminator : un Terminator en métal liquide. Son aspect est imaginé plus proche d'un homme de corpulence normale, pour contraster avec Arnold Schwarzenegger. Les deux scénaristes se divisent le travail et écrivent chacun une moitié, avant de mettre ensuite leur travail en commun,,,. De nombreuses pages seront alors supprimées, souvent pour éviter de dépasser le budget. Une intrigue autour de Dyson est supprimée tout comme le massacre par le T-1000 d'un camp de survivalistes ayant aidé Sarah. Ne pensant pas au budget quand il écrit, James Cameron avait également envisagé une scène d'ouverture située en 2029 montrant la machine à voyager dans le temps,,,. Par ailleurs, les deux scénaristes s'entretiennent régulièrement avec Industrial Light & Magic pour savoir si leurs idées sont réalisables.
Après avoir revu le premier film, James Cameron pense que Sarah Connor est devenue une femme isolée qui s'est longuement entrainée. Son personnage est alors écrit comme étant plus froid et distant, faisant d'elle presque l'équivalent d'un Terminator. James Cameron veut que le Terminator soit ici un héros car il ne veut pas répéter le premier film.

### Attribution des rôles
Michael Biehn a joué des scènes pour ce film en interprétant son personnage, Kyle Reese, mais ses scènes ont été coupées au montage original par James Cameron. On retrouve cependant une scène où il apparaît dans la version longue du film.
Dans ce film, on retrouve aussi le personnage du docteur Silberman (interprété par Earl Boen), chargé dans le premier volet d'interroger Kyle Reese pendant sa garde à vue au commissariat, et qui dans T2 prend en charge Sarah Connor au sein de son hôpital psychiatrique de Pescadero. On retrouvera également ce personnage dans Terminator 3, faisant de Earl Boen l'un des seuls personnages récurrents de la trilogie Terminator, avec Arnold Schwarzenegger.[réf. souhaitée]
James Cameron fait une courte apparition (caméo) sonore dans le film (comme dans tous ses films) ; il participe aux cris du T-1000 à la fin.

### Tournage
Le tournage du film a lieu du 9 octobre 1990 au 4 avril 1991.
James Cameron a voulu des effets spéciaux à la hauteur de son ambition : il a fait donc appel à trois sociétés différentes pour les réaliser : Fantasy II Films Effets pour les séquences de guerre, 4-Ward pour l'explosion nucléaire et le métal fondu, et enfin Industrial Light and Magic (ILM), la compagnie de George Lucas, pour l'animation du T-1000 et les graphismes par ordinateur. Stan Winston exécutait les effets spéciaux pratiques (en) sur le terrain.
Les effets spéciaux numériques ont coûté 6 millions de dollars, soit la totalité du budget du premier film. Ils sont considérés comme une énorme avancée à l'époque, et mettent en place l'usage des images de synthèse (CGI) qui va progressivement devenir systématique à Hollywood. Le tournage en extérieur pour la scène chez Cyberdyne Systems Corporation s'est déroulée dans des bureaux à l'angle de Gateway Boulevard et Bayside Parkway à Fremont en Californie.
Sur les quinze minutes totales où le T-1000 se transforme et montre ses capacités, seules six minutes furent accomplies à partir de programmation sur ordinateurs. Les neuf autres minutes furent réalisées à la caméra, avec des marionnettes perfectionnées et des effets de prosthétique créés par les studios de Stan Winston, qui avaient aussi la responsabilité des effets du squelette en métal du T-800.
Malgré les effets spéciaux novateurs du film, James Cameron eut recours à des effets spéciaux dits « naturels », en l'occurrence l'utilisation de jumeaux :
- Don et Dan Stanton : l'un joua le rôle du gardien de l'hôpital psychiatrique (celui qui meurt près de la machine à café), l'autre celui du T-1000 prenant l'apparence du gardien ;
- Leslie Hamilton, la propre sœur jumelle de Linda, apparaît à plusieurs reprises dans Terminator 2 (le seul film dans lequel elle jouera). Elle joue le rôle du T-1000 quand celui-ci se transforme en Sarah Connor pour tuer John Connor, et celui de Sarah plus jeune dans la fameuse scène du rêve (explosion atomique).

Leslie est également dans le reflet du miroir lorsque Sarah Connor accède au CPU du Terminator, dans la version longue du film. Les deux sœurs jumelles sont l'une en face de l'autre, séparées par un miroir fictif (en réalité, ne figure que le contour du miroir et non la glace) et répètent les mêmes gestes, ce qui permet à la caméra de se déplacer sans que son reflet ne soit visible dans la glace factice.
Le 3 mars 1991, a eu lieu le tournage de la scène d'ouverture dans un bar près du Foothill Boulevard. Non loin de là et au même moment Rodney King se faisait arrêter par la police. Son passage à tabac peut être furtivement aperçu dans la scène où Arnold Schwarzenegger récupère les lunettes du gérant du bar,.

### Post production
Le délai étant très serré, le montage du film se fait en un temps record. Pas moins de trois monteurs effectuent le travail. Le film atteint à l'origine une durée de 152 minutes. Épuisé par le tournage, James Cameron retire 13 minutes de scènes, réduisant la durée à 139 minutes. Après une dernière projection-test, Arnold Schwarzenegger juge que le film est encore trop long. Le cinéaste supprime finalement la scène ou le Terminator est déprogrammé pour être libre de ses actes. Le film atteint finalement la durée de 136 minutes.
Par ailleurs la rapidité de montage se remarque par de nombreuses erreurs et incohérences :
- dans la séquence pré-générique, les soldats armés sont tantôt droitiers, tantôt gauchers selon les plans (certains d'entre eux, tournés par Vic Armstrong, ont été inversés à la demande de Cameron afin d'être en harmonie avec les autres)[34] ;
- dans la séquence d'arrivée du T-800 au présent, le camion au bord duquel le déplacement temporel s'effectue comporte une étiquette sur la porte arrière et ce jusqu'à ce que la boule d'énergie apparaisse. À partir du moment où celle-ci brille puis disparaît, faisant apparaître le cyborg, l'étiquette ne figure plus sur la porte du camion[37] ;
- lorsqu'un des motards sort un couteau et frappe le T-800, il plante sa lame sous le pectoral gauche du cyborg. Peu après, la blessure se trouve sous le pectoral droit. De plus, le Terminator récupère le couteau en tordant le bras du motard avec sa main gauche alors que, au changement de plan, il frappe l'omoplate de ce dernier en tenant l'arme blanche de sa main droite[37] ;
- lorsque le Dr Silberman longe un couloir en discutant du cas de Sarah Connor avec des confrères, un gardien fait son apparition juste devant le groupe avec une autre patiente qui tente de lui échapper. Au changement de plan, le psychiatre et ses confrères apparaissent bien plus éloignés derrière le gardien ;
- lorsque John descend les étages du centre commercial pour échapper au T-1000, il passe au niveau de la porte du 2e étage. Deux plans plus tard, on le voit encore descendre les escaliers en passant à nouveau devant cette même porte[37] ;
- lors de la course-poursuite dans le canal, John passe sous un premier pont qui disparaît aussitôt au changement de plan. Peu après, il passe sous un autre pont que le camion du T-1000 percute par la suite. De plus, au moment de la collision, John et le T-800 disparaissent de son point de vue puis réapparaissent sur le plan qui suit[34] ;
- quand John observe les impacts de balles au dos du blouson du T-800, il commence à mettre son doigt dans un trou situé à l'extrême droite et à la hauteur de l'aisselle du cyborg alors que, sur le plan suivant, il le met dans un autre trou situé au milieu et à la hauteur de la nuque ;
- la chronologie des scènes suivant l'assassinat des parents adoptifs de John par le T-1000 semble assez incohérente : les policiers ont découvert les corps puis sont allés interroger Sarah à l'hôpital, avant que le cyborg-tueur n'arrive à son tour, alors que John et le T-800 sont toujours à discuter sur le parking d'où ils ont téléphoné à Todd et Janelle[34] ;
- au moment où le T-1000 longe un couloir sous l'apparence du gardien qu'il a supprimé peu avant, la caméra effectue une rotation vers le mur puis se recadre sur le cyborg qui, entre-temps, a repris son apparence initiale. Durant ce morphing, on peut observer sur le mur les ombres des deux acteurs qui se relayent ;
- quand la gardienne au bras plâtré frappe le T-800, elle lui brise ses lunettes qui se retrouvent délogées de son oreille droite mais restent bien disposées à l'oreille gauche. Deux plans plus tard, ces mêmes lunettes se retrouvent soudainement délogées de l'oreille gauche et bien disposées à l'oreille droite ;
- au moment où le T-1000 a la tête déchirée en deux par un tir du T-800, le Dr Silberman apparaît toujours en arrière plan, plaqué contre une fenêtre. Lorsque le cyborg fait recoller sa tête, le psychiatre disparaît subitement de l'image ;
- lorsque le T-1000 détruit le pare-brise arrière de la voiture de Police avec son bras formant un crochet métallique, il racle les bris de verre tout autour alors que, sur certains plans de profil, les dégâts sont moins importants (il reste plus de verre sur le tour) ;
- quand Sarah se réfugie dans le laboratoire pour esquiver les tirs de la Police, son coude gauche apparaît en sang. Plus tard, lorsqu'elle sort de l'ascenseur pour rejoindre la camionnette dérobée par le T-800, tout en partageant le masque à gaz avec John, son coude est soudainement intact sans égratignure ;
- lors de la course-poursuite avec l'hélicoptère, un des plans montre le T-1000 recharger sa mitraillette, criblé d'impacts de balles. Il tient l'arme de sa main gauche et change de chargeur avec sa main droite. Pourtant, on peut apercevoir deux autres bras tenant la commande de l'engin. Les détracteurs du film suggèrent qu'un pilote était caché derrière Robert Patrick pour manœuvrer l'hélico, ce qui est pourtant impossible à réaliser dans la réalité. En fait, le plan est tourné en studio, et la fiction suggère alors que le cyborg a développé deux bras supplémentaires pour piloter l'hélicoptère tout en rechargeant son arme[34].
- au moment où le T-800 s'arrache le bras pour se dégager de la grosse roue, on peut vaguement apercevoir la vraie main d'Arnold Schwarzenegger dissimulée dans un gant noir ;
- lorsque Sarah vide le chargeur de son fusil sur le T-1000 au-dessus de la fonderie, on compte sept coups de feu alors qu'il ne lui restait que six cartouches (en comptant celle qu'elle a chargée juste avant que le cyborg ne lui transperce l'épaule avec son doigt en pointe). De plus, une fois les tirs terminés, on ne relève que cinq impacts sur le corps du T-1000 avant que celui-ci ne les fasse dissiper.

## Musique
Le générique de fin est signé du groupe de hard rock américain Guns N' Roses avec You Could Be Mine, tiré de l'album Use Your Illusion II. À l'époque, le groupe est à son apogée aux États-Unis. You Could Be Mine devient en France l'un des tubes les plus importants de 1991. Outre Guns N' Roses, on peut également entendre dans le film Guitars, Cadillacs de Dwight Yoakam et Bad to the Bone de George Thorogood & the Destroyers.

### Bande originale
Bandes originales de Terminator
Terminator
(1984) Terminator 3 : Le Soulèvement des machines
(2003)
La musique du film est composée par Brad Fiedel, déjà à l'œuvre pour le premier Terminator.
| Liste des titres | Liste des titres                       | Liste des titres | Liste des titres | Liste des titres | Liste des titres | Liste des titres | Liste des titres | Liste des titres | Liste des titres |
| No               | Titre                                  | Durée            |                  |                  |                  |                  |                  |                  |                  |
| ---------------- | -------------------------------------- | ---------------- | ---------------- | ---------------- | ---------------- | ---------------- | ---------------- | ---------------- | ---------------- |
| 1.               | Main Title (Terminator 2 Theme)        | 1:56             |                  |                  |                  |                  |                  |                  |                  |
| 2.               | Sarah on the Run                       | 2:31             |                  |                  |                  |                  |                  |                  |                  |
| 3.               | Escape from the Hospital (And T1000)   | 4:34             |                  |                  |                  |                  |                  |                  |                  |
| 4.               | Desert Suite                           | 3:25             |                  |                  |                  |                  |                  |                  |                  |
| 5.               | Sarah's Dream (Nuclear Nightmare)      | 1:49             |                  |                  |                  |                  |                  |                  |                  |
| 6.               | Attack on Dyson (Sarah's Solution)     | 4:07             |                  |                  |                  |                  |                  |                  |                  |
| 7.               | Our Gang Goes to Cyberdyne             | 3:11             |                  |                  |                  |                  |                  |                  |                  |
| 8.               | "Trust Me"                             | 1:38             |                  |                  |                  |                  |                  |                  |                  |
| 9.               | John & Dyson into Vault                | 0:41             |                  |                  |                  |                  |                  |                  |                  |
| 10.              | SWAT Team Attacks                      | 3:22             |                  |                  |                  |                  |                  |                  |                  |
| 11.              | "I'll Be Back"                         | 3:58             |                  |                  |                  |                  |                  |                  |                  |
| 12.              | Helicopter Chase                       | 2:27             |                  |                  |                  |                  |                  |                  |                  |
| 13.              | Tanker Chase                           | 1:42             |                  |                  |                  |                  |                  |                  |                  |
| 14.              | "Hasta La Vista, Baby" (T1000 Freezes) | 3:02             |                  |                  |                  |                  |                  |                  |                  |
| 15.              | Into the Steel Mill                    | 1:25             |                  |                  |                  |                  |                  |                  |                  |
| 16.              | Cameron's Inferno                      | 2:37             |                  |                  |                  |                  |                  |                  |                  |
| 17.              | Terminator Impaled                     | 2:05             |                  |                  |                  |                  |                  |                  |                  |
| 18.              | Terminator Revives                     | 2:14             |                  |                  |                  |                  |                  |                  |                  |
| 19.              | T1000 Terminated                       | 1:41             |                  |                  |                  |                  |                  |                  |                  |
| 20.              | "It's Over" ("Good-bye")               | 4:36             |                  |                  |                  |                  |                  |                  |                  |
| 53:01            |                                        |                  |                  |                  |                  |                  |                  |                  |                  |

## Accueil

### Critique
Terminator 2 : Le Jugement dernier reçoit un accueil critique globalement favorable.
Sur le site agrégateur de critiques Rotten Tomatoes, le film est crédité d'un score de 93 % d'avis positifs, sur la base de 83 critiques collectées et une note moyenne de 8,50/10 ; le consensus du site indique : « T2 propose des séquences d'action passionnantes et des effets visuels époustouflants, mais ce qui porte ce point de repère de la science-fiction/action au niveau supérieur est la profondeur des personnages humains (et cyborg) ». Sur Metacritic, il obtient une note moyenne pondérée de 75 sur 100, sur la base de 22 critiques collectées ; le consensus du site indique : « Avis généralement favorables ».
En France, l'accueil critique est également favorable, bien que la presse reproche à James Cameron sa démesure, l'usage des effets spéciaux (jugés trop nouveaux) et l'écriture réalisée sur ordinateur Mac, que ses détracteurs utilisent en argument pour dire que le film est sans âme. Sur le site Allociné, le film obtient une note moyenne de 3,8 sur 5, sur la base de 5 critiques collectées.

### Box-office
Le film récolte 31 765 506 $ au cours de son premier week-end d'exploitation aux États-Unis, pour un total combiné de 52 306 548 $, diffusé dans 2 274 salles. Il occupe la tête du box-office pendant quatre semaines en ayant engrangé 139 125 779 $ et n'a pas été distribué au-delà de 2 495 salles. En définitive, Terminator 2 : Le Jugement dernier rapporte 204 843 345 $ au box-office américain.
À l'étranger, il obtient également un fort succès commercial, en rapportant 315 000 000 $, pour un total de 519 843 345 $, ce qui lui permet d'être le plus grand succès au box-office américain et mondial de l'année 1991, devant Robin des Bois, prince des voleurs,.
En 2017, lors de sa ressortie en 3D, le film engrange 1 037 809 $ sur le territoire américain et 2 893 302 $ à l'étranger.
Le film est également un succès en France, où il démarre avec 1 708 421 entrées en première semaine et prend la première place du box-office parisien durant quatre semaines, pour finir son exploitation avec 6 118 250 entrées, dont 1 210 175 sur Paris, ce qui en fait, à la fois, le plus grand succès de la saga et de Schwarzenegger sorti en France. Lors de sa ressortie en 3D en 2017, Terminator 2 totalise 10 853 entrées.
| Pays                            | Box-office        | Nbre de semaines | Classement TLT |
| Box-office États-Unis / Canada, | 204 843 345 $     | ? sem.           | 68e            |
| Box-office France               | 6 118 250 entrées | ? sem.           | 2e             |
| Box-office Mondial,             | 519 843 345 $     | -                | 41e            |

## Distinctions
Sauf indication contraire ou complémentaire, les informations mentionnées dans cette section peuvent être confirmées par la base de données IMDb.
Entre 1991 et 2020, Terminator 2 : Le Jugement dernier est sélectionné 99 fois dans diverses catégories et remporte 36 récompenses.

### Récompenses 1991
- Awards Circuit Community Awards (ACCA)[51] :
  - ACCA du meilleur son pour Tom Johnson, Gary Rydstrom, Gary Summers, Lee Orloff et Gloria S. Borders
  - ACCA des meilleurs effets visuels pour Dennis Muren, Stan Winston, Gene Warren Jr. et Robert Skotak
  - ACCA du meilleur maquillage et coiffure pour Stan Winston et Jeff Dawn
  - ACCA du meilleur ensemble de cascades
- Fangoria Chainsaw Awards :
  - Chainsaw Award de la meilleure bande sonore pour Brad Fiedel
  - Chainsaw Award du meilleur maquillage FX pour Stan Winston

### Récompenses 1992
- ASCAP Film and Television Music Awards : 
  - ASCAP Award des meilleurs films au box-office pour Brad Fiedel
- BAFTA Award / Orange British Academy Film Awards :
  - BAFTA Award du meilleur son pour Lee Orloff, Tom Johnson, Gary Rydstrom et Gary Summers
  - BAFTA Award des meilleurs effets visuels pour Stan Winston, Dennis Muren, Gene Warren Jr. et Robert Skotak
- Goldene Leinwand :
  - Golden Screen à la Société de distribution Columbia
- MTV Movie Awards :
  - MTV Movie Award du meilleur film
  - MTV Movie Award de la meilleure performance féminine pour Linda Hamilton
  - MTV Movie Award de la meilleure performance masculine pour Arnold Schwarzenegger
  - MTV Movie Award de la meilleure performance exceptionnelle Edward Furlong
  - MTV Movie Award de la femme la plus désirable Linda Hamilton
  - MTV Movie Award de la meilleure séquence d'action pour la poursuite de l'autoroute L.A.
- Oscars / Academy Awards :
  - Oscar du meilleur son pour Tom Johnson, Gary Rydstrom, Gary Summers et Lee Orloff
  - Oscar des meilleurs effets sonores pour Gary Rydstrom et Gloria S. Borders
  - Oscar des meilleurs effets visuels pour Dennis Muren, Stan Winston, Gene Warren Jr. et Robert Skotak
  - Oscar des meilleurs maquillages pour Stan Winston et Jeff Dawn
- People's Choice Awards :
  - People's Choice Award du film de l'année (Film préféré)
- Prix Hugo :
  - Prix Hugo de la meilleure présentation dramatique pour James Cameron et William Wisher Jr.
- Prix du film Mainichi :
  - Prix Mainichi du meilleur film en langue étrangère pour James Cameron
- Saturn Awards - Academy of Science Fiction, Fantasy and Horror Films :
  - Saturn Award du meilleur film de science-fiction
  - Saturn Award de la meilleure actrice pour Linda Hamilton
  - Saturn Award du meilleur jeune acteur pour Edward Furlong
  - Saturn Award du meilleur réalisateur pour James Cameron
  - Saturn Award des meilleurs effets spéciaux pour Stan Winston, Industrial Light & Magic (ILM) et 4-Ward Productions
- Science Fiction and Fantasy Writers of America :
  - Prix Ray-Bradbury pour James Cameron

## Autour du film

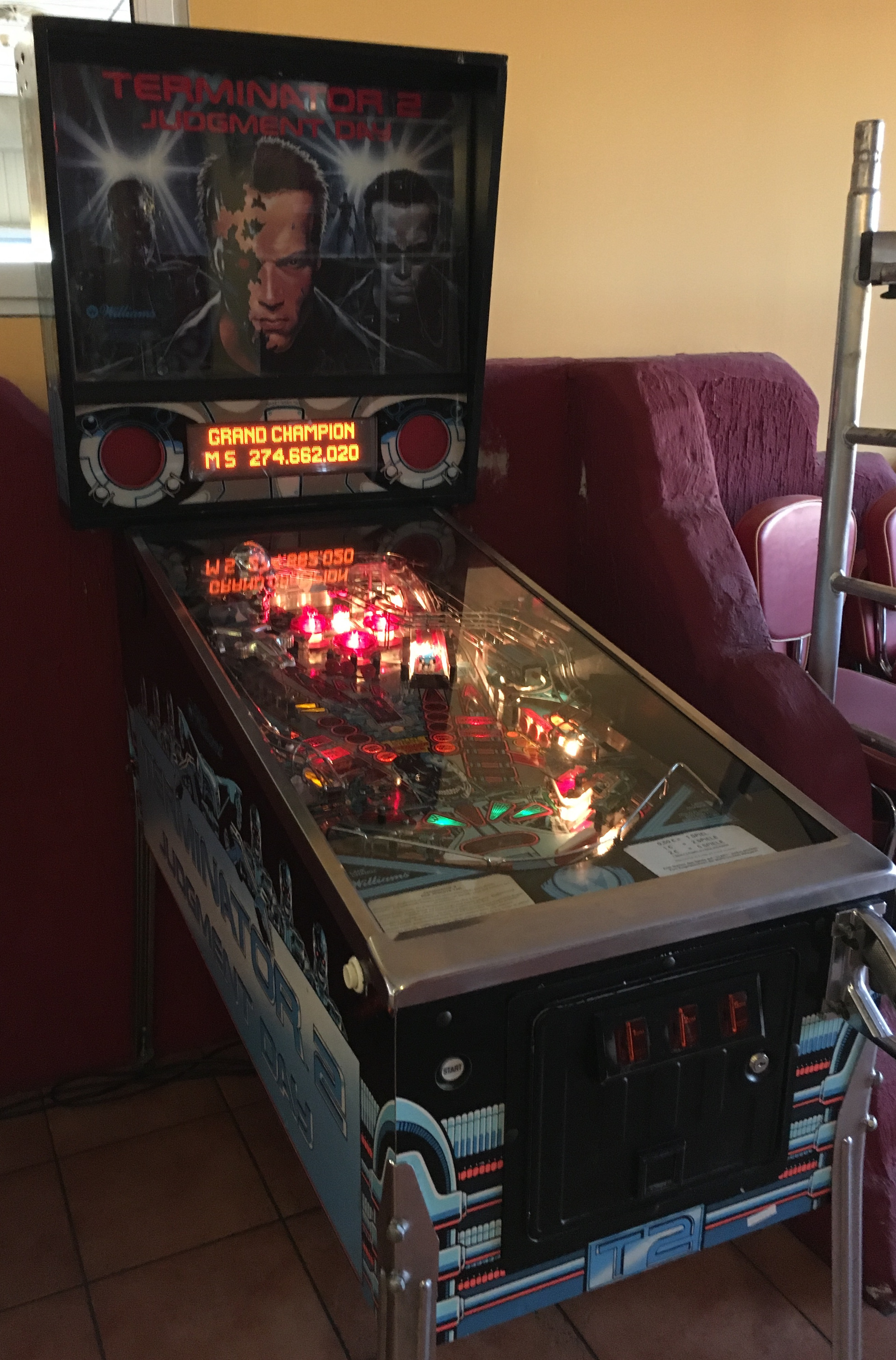
Flipper décoré sur le thème de Terminator 2.

### Récompenses 1994
- Livre Guinness des records :
  - Guinness World Record des effets visuels pour Dennis Muren

### Récompenses 1997
- Florida Film Critics Circle :
  - FFCC Award des réalisations exceptionnelles pour la version 3-D

### Récompenses 2004
- Yoga Awards :
  - Special Award de la pire trilogie pour James Cameron de Terminator à Terminator 3 : Le Soulèvement des machines

### Récompenses 2012
- 20/20 Awards :
  - Felix du meilleur montage de film pour Conrad Buff IV, Mark Goldblatt et Richard A. Harris
  - Felix du meilleur design sonore
  - Felix des meilleurs effets visuels

### Récompenses 2020
- Online Film & Television Association :
  - OFTA Film Hall of Fame pour l'image animée

### Nominations 1991
- Awards Circuit Community Awards (ACCA) :
  - nomination à l'ACCA du meilleur réalisateur pour James Cameron
  - nomination à l'ACCA pour Conrad Buff IV, Mark Goldblatt et Richard A. Harris
  - nomination à l'ACCA de la meilleure musique originale pour Brad Fiedel
  - nomination à l'ACCA de la meilleure actrice dans un rôle principal pour Linda Hamilton
  - nomination à l'ACCA du meilleur scénario adapté pour James Cameron et William Wisher Jr.
  - nomination à l'ACCA de la meilleure photographie pour Adam Greenberg
- British Society of Cinematographers[52] :
  - nomination au BSC Award pour Adam Greenberg
- Fangoria Chainsaw Awards :
  - nomination au Chainsaw Award de la meilleure actrice Linda Hamilton
  - nomination au Chainsaw Award du meilleur acteur dans un second rôle pour Joe Morton
  - nomination au Chainsaw Award du meilleur scénario pour James Cameron et William Wisher Jr.
  - nomination au Chainsaw Award du meilleur film studio / gros budget
- MTV Video Music Awards :
  - nomination à la meilleure vidéo d'un film pour Guns N' Roses: "You Could Be Mine"

### Nominations 1992
- American Cinema Editors (ACE) :
  - nomination à l'Eddie Award du meilleur montage pour Mark Goldblatt, Conrad Buff IV et Richard A. Harris
- Awards of the Japanese Academy :
  - nomination à l'Award of the Japanese Academy du meilleur film étranger
- American Society of Cinematographers Awards :
  - nomination à l'ASC Award Outstanding Achievement in Cinematography in Theatrical Releases pour Adam Greenberg
- BAFTA Awards / Orange British Academy Film Awards :
  - nomination au BAFTA Award des meilleurs décors pour Joseph C. Nemec III
- Dallas-Fort Worth Film Critics Association :
  - nomination au DFWFCA Award de la meilleure photographie pour Adam Greenberg
- Motion Picture Sound Editors :
  - nomination au Golden Reel Award des meilleurs effets sonores et bruitages dans un film pour Gary Rydstrom, Richard Hymns, Gloria S. Borders, Robert Shoup, Ken Fischer, Teresa Eckton et Tim Holland
- MTV Movie Awards :
  - nomination au MTV Movie Award du meilleur méchant pour Robert Patrick
  - nomination au MTV Movie Award à la meilleure chanson d'un film pour la chanson "You Can't Be Mine".
- Oscars / Academy Awards :
  - nomination à l'Oscar de la meilleure photographie pour Adam Greenberg
  - nomination à l'Oscar du meilleur montage pour Richard A. Harris, Mark Goldblatt et Conrad Buff
- Saturn Awards - Academy of Science Fiction, Fantasy and Horror Films :
  - nomination au Saturn Award du meilleur acteur pour Arnold Schwarzenegger
  - nomination au Saturn Award du meilleur acteur dans un second rôle pour Robert Patrick
  - nomination au Saturn Award du meilleur scénario pour James Cameron et William Wisher Jr.
- Young Artist Awards :
  - nomination au Young Artist Award du meilleur jeune acteur co-vedette dans un film pour Danny Cooksey

### Nominations 2001
- DVD Exclusive Awards :
  - nomination au Video Premiere Award du meilleur design de menu DVD pour Van Ling (Edition Ultimate)
- Online Film Critics Society :
  - nomination au OFCS Award des meilleures fonctionnalités spéciales DVD pour l'édition Ultimate

### Nominations 2003
- DVD Exclusive Awards :
  - nomination au DVDX Award du meilleur design de menu pour Van Ling (Edition extrême)
  - nomination au DVDX Award des meilleurs jeux et interactivités pour Chris Brown (Edition extrême)

### Nominations 2010
- Saturn Awards - Academy of Science Fiction, Fantasy and Horror Films :
  - Saturn Award de la meilleure version DVD / Blu-Ray édition spéciale pour la version "Skynet Edition"

### Nominations 2012
- 20/20 Awards :
  - Felix du meilleur maquillage

## Analyse